# Basilika San Petronio

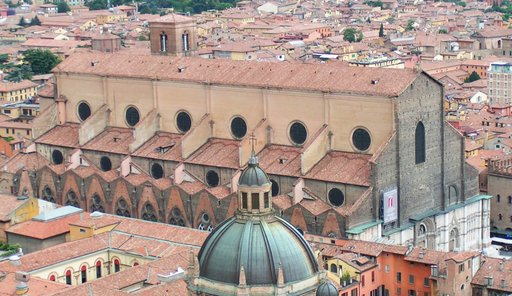
Das Langhaus von oben

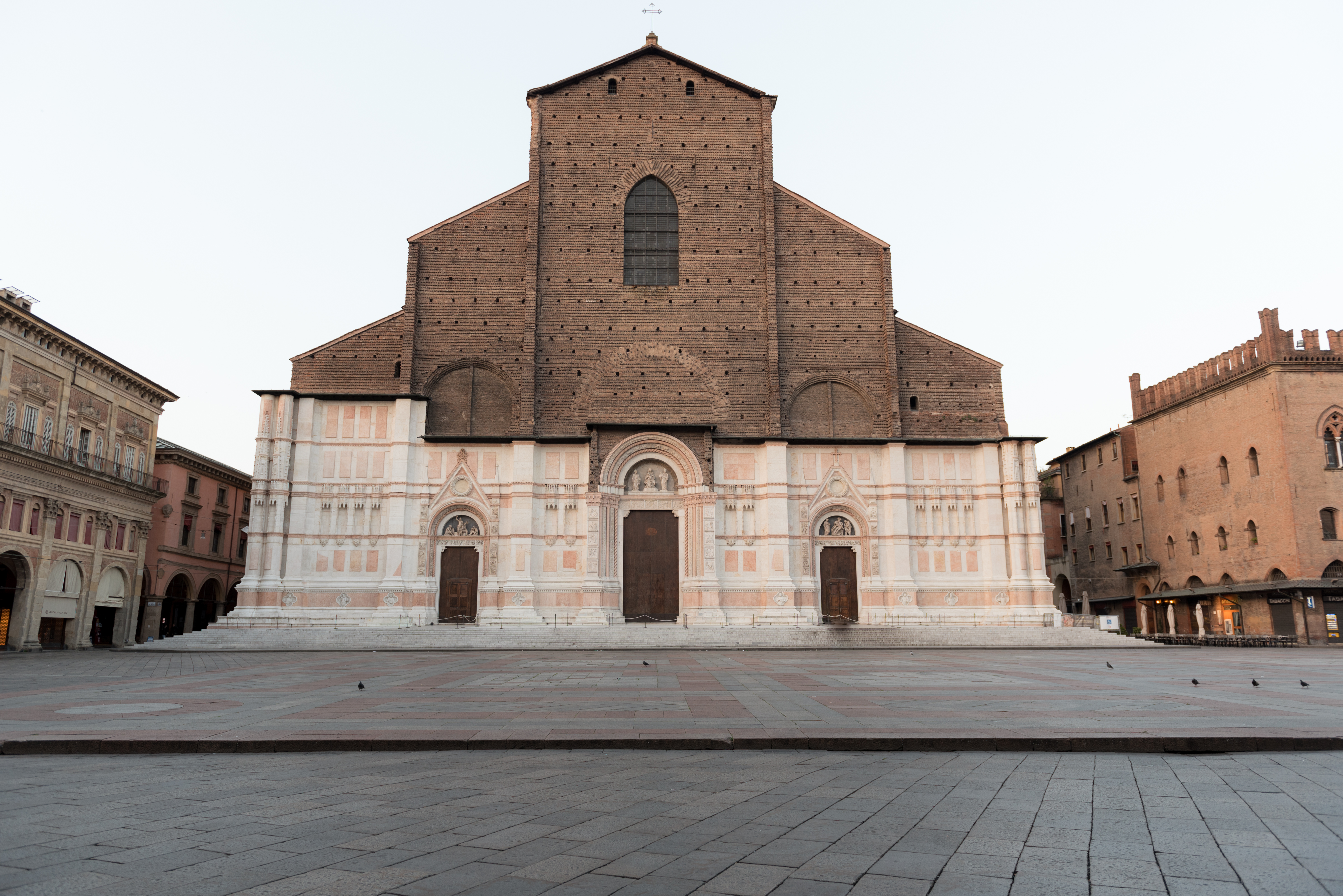
Unvollendete Hauptfassade an der nördlichen Schmalseite

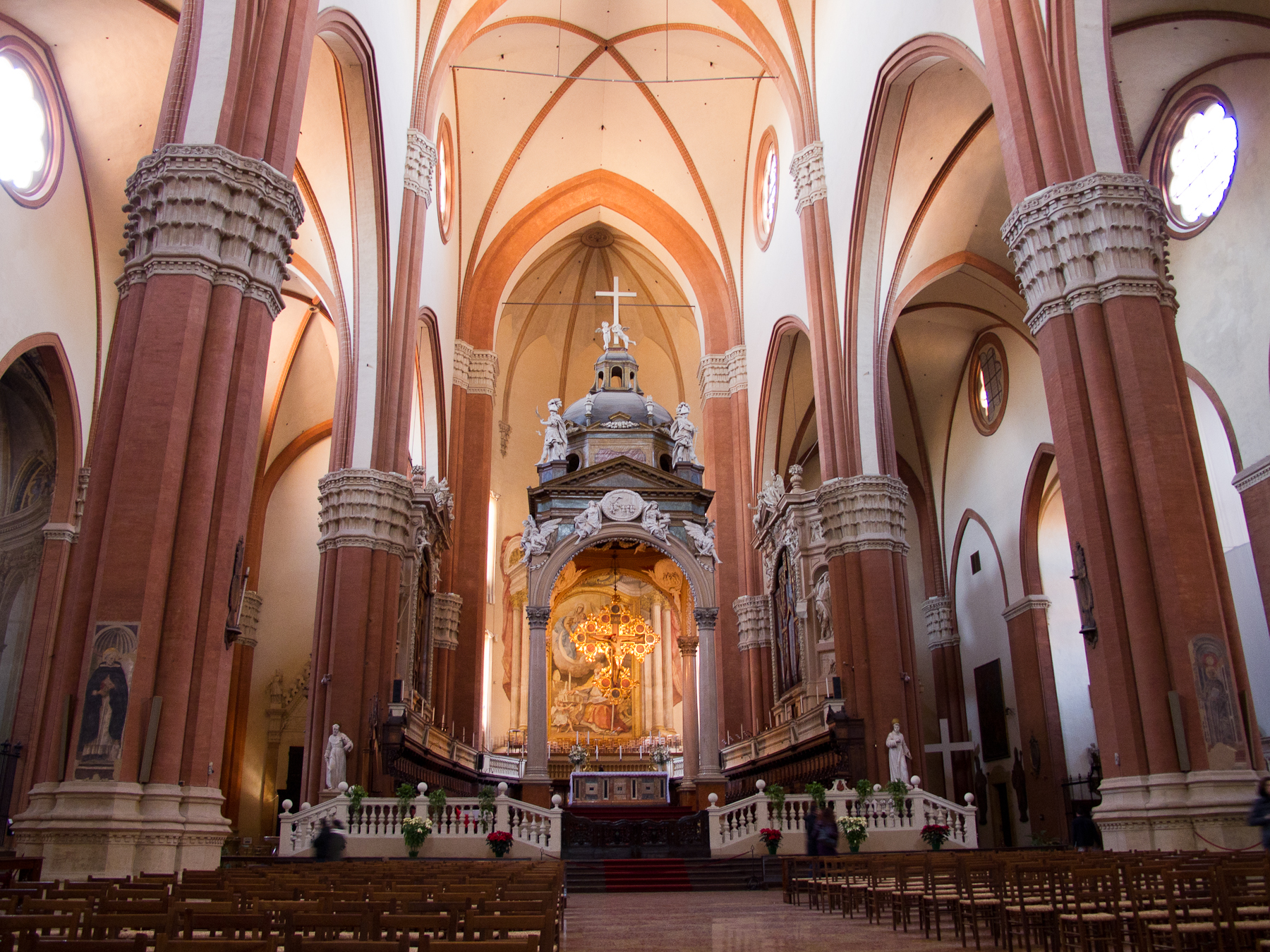
Innenansicht, erkennbare Ziegelstruktur der getünchten Pfeiler

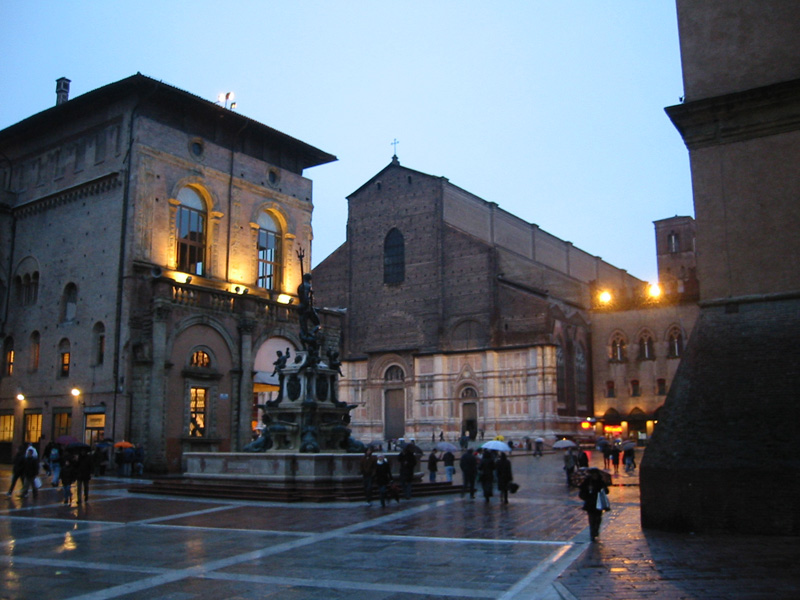
Blick von der Piazza Nettuno (mit Brunnen) zur Piazza Maggiore mit San Petronio, rechts daneben der gotische Palazzo dei Notai, links die romanische Rückseite des Palazzo del Podestà

Die Basilika San Petronio ist die Hauptkirche von Bologna. Abweichend von der West-Ost-Orientierung der meisten mittelalterlichen Kirchen liegt ihre Gebäudeachse in Nordsüdrichtung, steht der Hauptaltar im Süden. Ihre Fassade beherrscht die Piazza Maggiore. Mit ihren gewaltigen Dimensionen (Länge 132 m, Breite 60 m, Gewölbehöhe 45 m) ist sie die fünftgrößte Kirche der Welt, mit einem umbauten Raum von etwa 258.000 m³ die größte Backsteinkirche überhaupt. Bemerkenswert am Innenraum von San Petronio sind das Farbenspiel der Wände, die polychromen Glasfenster und die historischen Orgeln.

## Baugeschichte
Dem hl. Petronius, Bischof von Bologna im 5. Jahrhundert und Schutzpatron der Stadt, gewidmet, geht die Basilika auf das Jahr 1390 zurück, als die Stadt Bologna Antonio di Vincenzo mit dem Bau einer riesigen Kirche im gotischen Stil beauftragte.
Durch Erweiterungspläne von Arduino degli Arriguzzi aus dem Jahr 1514 hätte sie größer als der (alte) Petersdom in Rom werden sollen. Der Überlieferung nach soll diese Absicht auf Anordnung von Papst Pius IV. – Bologna gehörte zum Kirchenstaat – jedoch aufgegeben worden sein. Sie trägt den Titel einer Basilica minor.
Die Basilika genoss von Anfang an Berühmtheit, so dass sie von Karl V. für seine Kaiserkrönung durch Papst Clemens VII. im Jahre 1530 gewählt wurde.
Über Jahrhunderte wurde an der Kirche gebaut. Nach der ersten Gestaltung der Fassade im Jahre 1393 begannen die Arbeiten an den Seitenkapellen, die erst 1479 vollendet wurden. Die Dekorationen des Mittelschiffes wurden von Girolamo Rainaldi zwischen 1646 und 1658 gefertigt.
Die Gliederung der Fassade wurde durch die Anlage neuer Seitenportale bereichert, die das Hauptportal von Jacopo della Quercia ergänzen sollten. Allerdings wurde der Bau zeitweilig eingestellt und später wiederaufgenommen. Viele Architekten (darunter Baldassare Peruzzi, Giacomo Barozzi da Vignola, Andrea Palladio, Leon Battista Alberti) wurden für ein Gesamtkonzept zu Rate gezogen, ohne aber jemals eine endgültige Lösung zu finden. Die Fassade ist bis heute unvollendet und zeigt im Obergeschoss die Wartesteine der fehlenden Schmuckfassade.
Die Basilika wurde der Diözese erst im Jahre 1929 übergeben und 1954 geweiht. Erst seit 2000 bewahrt sie die Reliquien ihres Titelheiligen, die sich bis dahin in der Basilika Santo Stefano befanden.

## Ausstattung

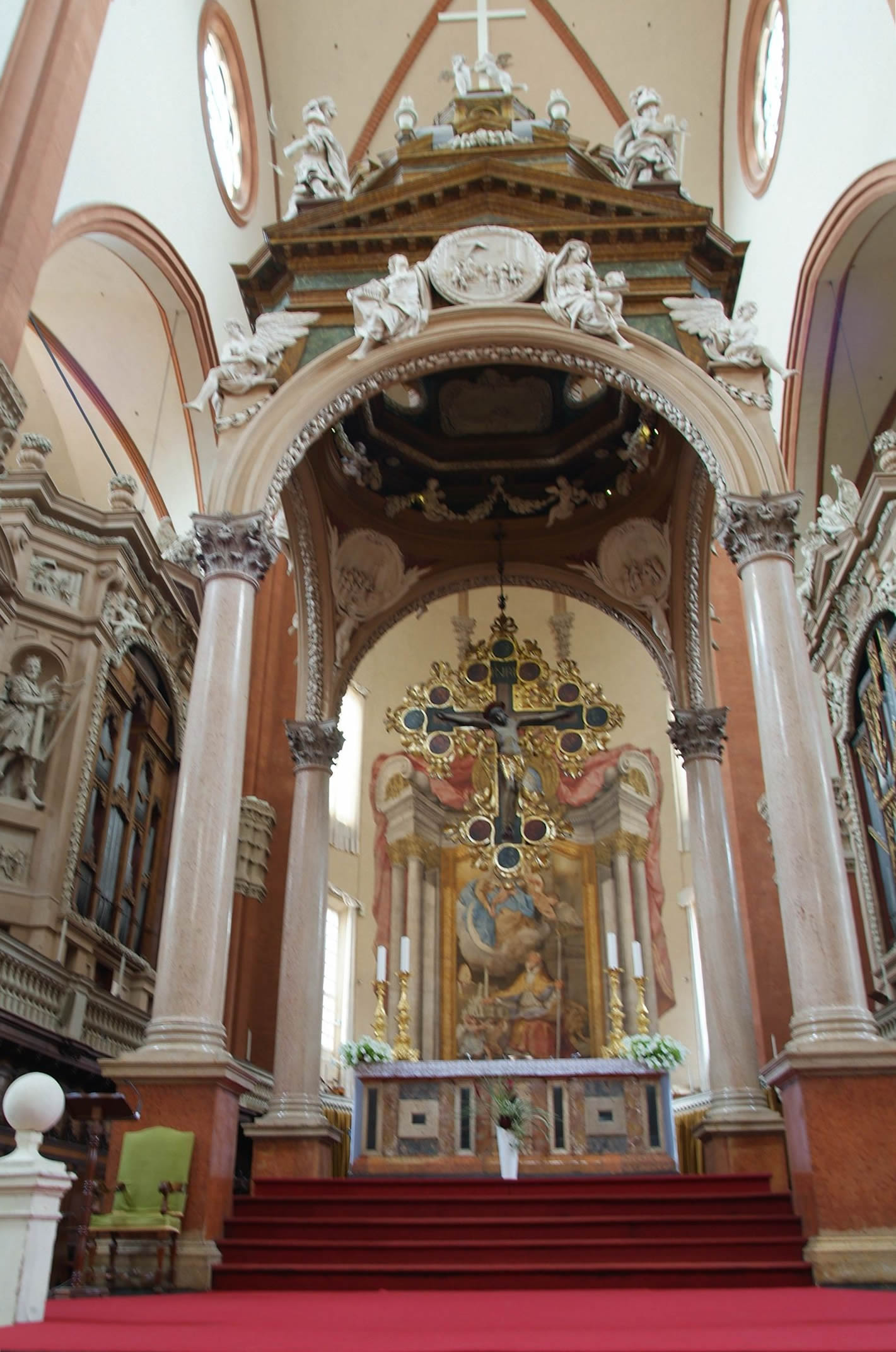
Hochaltar mit beiden Orgeln

Im Innenraum sind folgende Kunstwerke zu sehen: Mystische Vermählung der Hl. Katharina von Filippino Lippi, eine Madonna mit Heiligen von Lorenzo Costa dem Jüngeren, Die Beweinung Christi mit vier Heiligen von Amico Aspertini.
Bedeutend ist auch der aus dem 15. Jahrhundert stammende Binnenchor aus Holz von Agostino de’ Marchi.
Das Ziborium über dem Hochaltar wurde im Jahre 1547 von Giacomo Barozzi gefertigt.

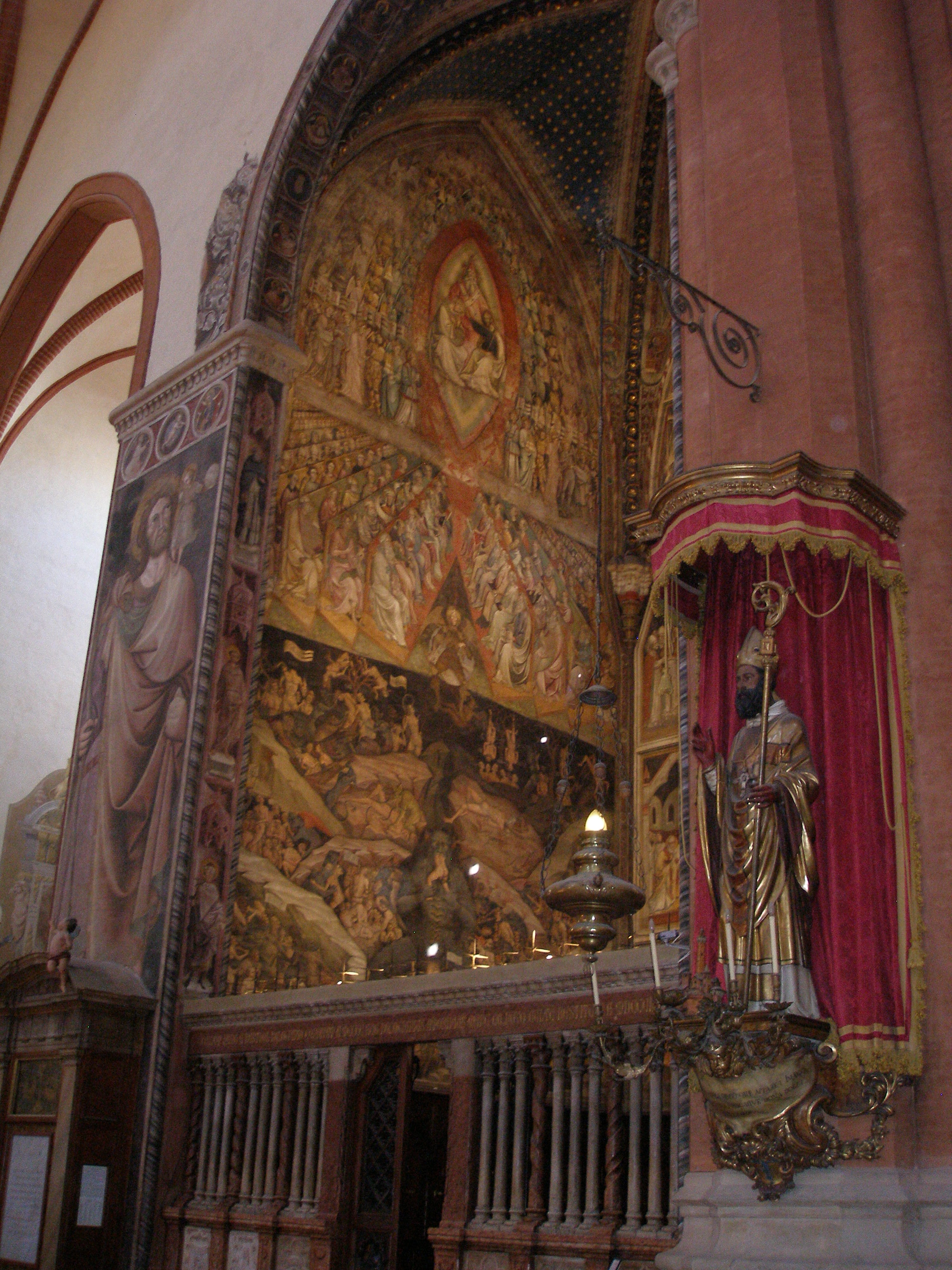
Cappella dei Re Magi: Marmorbalustrade und Fresko des Jüngsten Gerichts

Die vierte Kapelle auf der linken Seite, Cappella dei Re Magi (der Heiligen Drei Könige), nach einem der Künstler auch Capella Bolognini genannt, ist in der Gestaltung aus dem Beginn des 15. Jahrhunderts erhalten. Sie hat eine Balustrade aus Marmor in Formen der Spätgotik und der Protorenaissance. Über dem Altar ist ein bemaltes Polyptychon aus goldenem und vielfarbigem Holz mit 27 in Marmor gemeißelten und bemalten Bildern. Alle Wände wurden von Giovanni da Modena bemalt: an der rechten Seite die Reise der drei Könige, an der Frontwand bekannte Ereignisse aus dem Leben des hl. Petronius. Die Fresken des Jüngsten Gerichts auf der linken Seite sind eine dreiteilige Darstellung nach den Beschreibungen aus Dantes Göttlicher Komödie. Oben ist das Paradies, der Ort der Heiligen, mit der Krönung Marias durch Christus in einer Deësisdarstellung. Unten sind der Erzengel Michael und die in Räume gegliederte Hölle mit einer riesigen Darstellung von Luzifer zu sehen.
Oben rechts, von Luzifer aus gesehen, ist ein bärtiger Mann mit Kopftuch dargestellt, der gerade von einem Dämon am Kopf gepackt wird. Hierbei handelt es sich um den islamischen Propheten Mohammed (der zugehörige Schriftzug benutzt die damalige Schreibweise „Machomet“). Giovanni da Modena nahm seine Inspiration hierfür aus Dantes Werk, wo der Religionsgründer in der Hölle Höllenqualen erleiden muss. Dieser Teil des Freskos lässt sich in die in der damaligen Zeit ausschließlich negative Darstellung Mohammeds eingliedern und somit auch seine Bestrafung. Die islamfeindliche Verbildlichung des Propheten wird von Muslimen kritisiert. 2001 forderte Adel Smith, der Gründer der Muslimischen Union Italiens, Papst Johannes Paul II. und Kardinal Giacomo Biffi auf, die Mohammed-Darstellung, die laut Smith schlimmer sei als der Roman Die satanischen Verse, zu entfernen. Obwohl es von Seiten der katholischen Kirche zu keiner Aktion kam, wird der Brief Smiths als Auslöser für zwei geplante Terroranschläge auf die Basilika gesehen.
In der Krypta befindet sich eine um 1160 bis 1180 entstandene Triumphkreuzgruppe, eine der ältesten erhaltenen.
In der Kirche ist auch der Meridian von Giandomenico Cassini zu sehen. Er wurde 1655 nach den Plänen des Astronomen Giovanni Domenico Cassini angelegt. Mit 66,8 m ist er die längste Mittagslinie der Welt.

## Orgeln
Die beiden Orgeln der Basilika sind besonders kostbar: Die Epistelorgel von 1475 zählt neben den Instrumenten in Ostönnen, Rysum und Sion zu den ältesten spielbaren Orgeln der Welt. Die Evangelienorgel von 1596 gehört zu den ältesten Orgeln Italiens.

### Epistelorgel

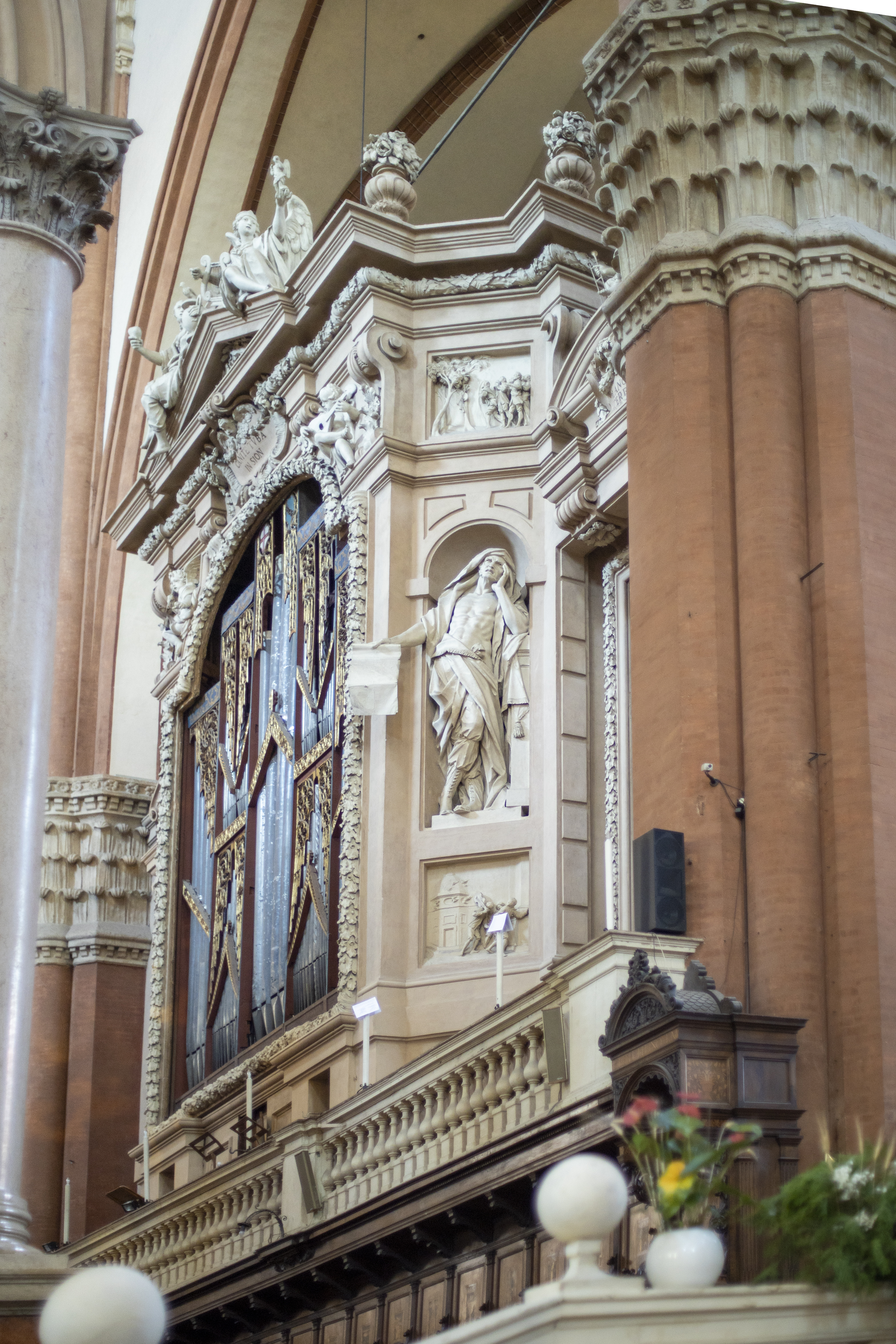
Epistelorgel von Lorenzo di Giacomo da Prato (1471–1475)

Die Epistelorgel befindet sich auf einer Empore rechts des Hauptaltares und wurde von Lorenzo di Giacomo da Prato in den Jahren 1471–1475 erbaut. Das Instrument hat zwölf Register auf einem Manual und angehängtem Pedal. Es verfügt über Springladen, die mechanische Traktur ist original erhalten. Nach mehrfachen Veränderungen wurde es 1986 von der Orgelbaufirma Tamburini restauriert. Die Orgel ist mitteltönig gestimmt.
| Manual F1G1A1–a2       |           |
| Principale contrabasso | 16′ (24′) |
| Radoppio               | 16′       |
| Principale             | 8′        |
| Ottava                 | 4′        |
| Flauto in VIII         | 4′        |
| Duodecima              | 2 ⁄3′     |
| Flauto in XII          | 2 ⁄3′     |
| Decimaquinta           | 2′        |
| Decimanona             | 1 ⁄3′     |
| Vigesimaseconda        | 1′        |
| Vigesimasesta          | 2⁄3′      |

| Pedal F1G1A1–d0 |
| angehängt       |

Spielhilfe: Tiratutti del Ripieno
1. ↑  Doppelte Semitonien für Gis/As, gis0/as0, gis1/as1.
2. ↑  24′ reale Pfeifenlänge bei F1, bei C als 16′ klingend.
3. ↑  Ab cis0.
4. ↑  12′ reale Pfeifenlänge, 2fach ab cis0, 3fach ab b0.
5. ↑  2fach ab b0.
6. ↑  Von Cipri 1563 hinzugefügt0.

### Evangelienorgel

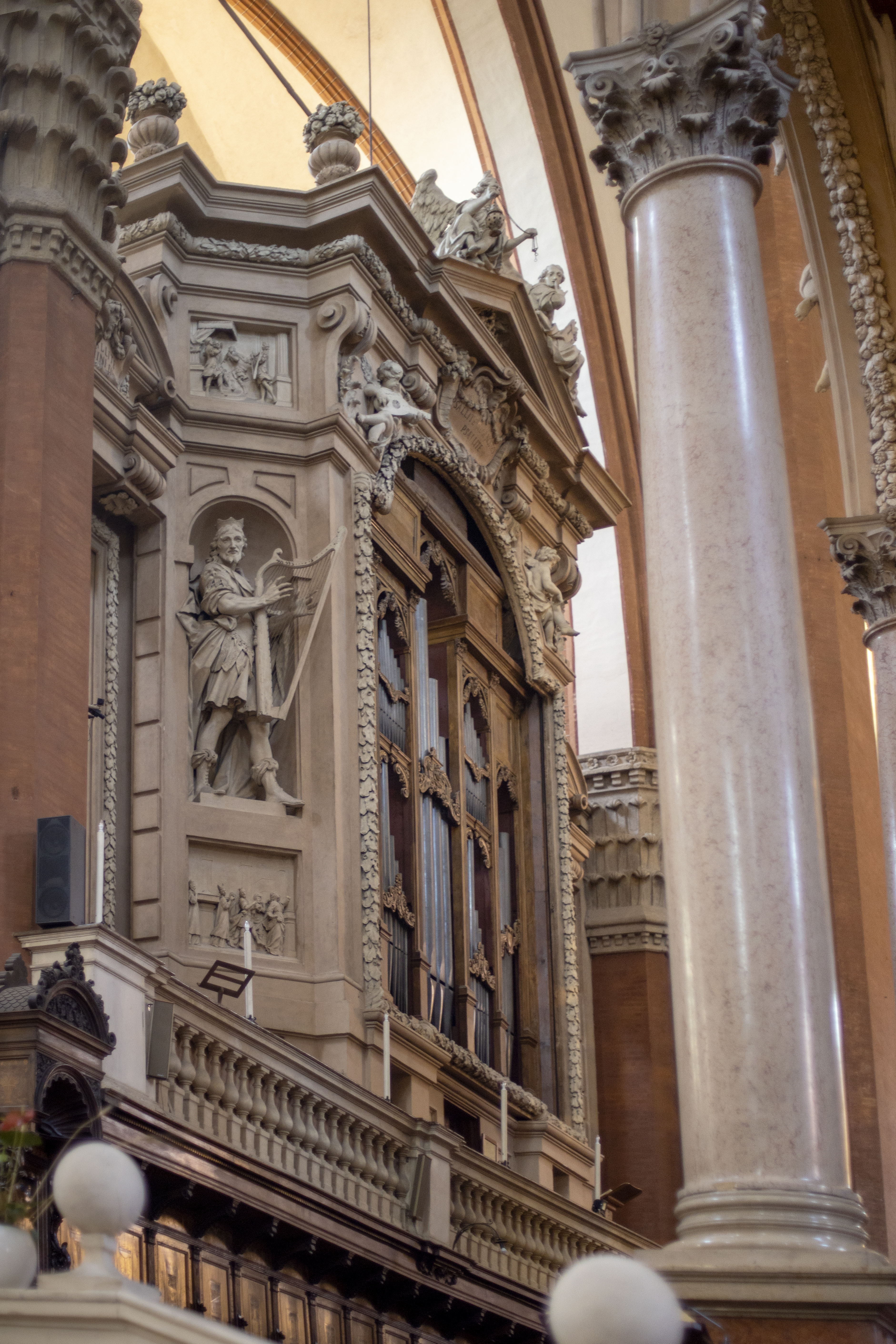
Evangelienorgel von Baldassarre Malamini (1596)

Die Evangelienorgel auf einer Empore links des Altares wurde 1596 von Baldessarre Malamini erbaut. Sie verfügt über zwölf Register auf einem Manual mit angehängtem Pedal. Sie wurde im Laufe der Zeit mehrfach verändert und zuletzt 1986 von der Orgelbaufirma Tamburini restauriert. Die Traktur ist original erhalten.
| Evangelienorgel C1D1E1F1G1A1–c3 |          |
| Principale primo                | 8′ (16′) |
| Principale secondo              | 8′ (16′) |
| Voce Umana                      | 8′       |
| Ottava                          | 4′       |
| Flauto in VIII                  | 4′       |
| Flauto in XII                   | 2 ⁄3′    |
| Decimaquinta                    | 2′       |
| Decimanona                      | 1 ⁄3′    |
| Vigesimaseconda                 | 1′       |
| Vigesimasesta                   | 2⁄3′     |
| Vigesimanona                    | 1⁄2′     |

| Pedal C1D1E1F1G1A1–AH |
| angehängt             |

Spielhilfe: Tiratutti del Ripieno
1. ↑  Doppelte Semitonien für Dis/Es, Gis/As, dis0/es0.
2. ↑  16′ reale Pfeifenlänge bei C1, bei C als 8′ klingend.
3. ↑  16′ reale Pfeifenlänge bei C1, bei C als 8′ klingend.

## Sonstiges

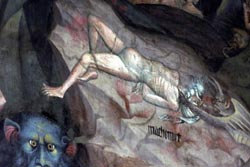
Ausschnitt aus dem spätgotischen Fresko in der Basilika, das Mohammed in der Hölle zeigt

In der Kirche ruhen auch die Gebeine von Elisa Bonaparte, der Schwester Napoleons.
Der Dichter August Graf von Platen empfand die Kirche als Idealbeispiel einer gotischen Kirche, wie er in einem Epigramm von 1829 zum Ausdruck brachte:

„San Petronio in Bologna
Dies ist gotische Kunst; doch ohne belastende Schnörkel:
     Geistiger Schwung hat hier Massen und Schwere besiegt.“

Zum 600-jährigen Jubiläum der Basilika komponierte Arvo Pärt das Werk Statuit ei Dominus, für zwei gemischte Chöre und zwei Orgeln. Es wurde dort am 3. Oktober 1990 uraufgeführt, u. a. mit dem Widmungsträger Liuwe Tamminga.

## Geplante Terroranschläge
Im Jahr 2002 plante eine Al-Qaida-Zelle, bestehend aus fünf Männern, die Basilika in die Luft zu sprengen. Sie machten sich verdächtig, als sie innerhalb des Gebäudes Videoaufnahmen von dem Fresko machten, das Mohammed als Opfer eines Dämons in der Hölle zeigt. In einem abgehörten Telefonat machten sie ihre terroristischen Absichten deutlich, was zu ihrer Verhaftung führte. Ein weiterer Anschlagsplan im Jahre 2006, der zudem noch die Metropolitana di Milano zum Ziel hatte, wurde ebenfalls vereitelt. Hierbei wurden sieben Verdächtige festgenommen.